# Stanisław Kossuth
Stanisław Marek Romuald Kossuth (ur. 2 października 1893 w Myszkowie, zm. 20 maja 1968 w Katowicach) – polski inżynier górnictwa, żołnierz I Brygady Legionów Polskich, oficer piechoty rezerwy Wojska Polskiego, działacz niepodległościowy, kawaler Orderu Virtuti Militari, pracownik Okręgowego Urzędu Górniczego i Głównego Instytutu Górnictwa, docent.

## Życiorys
Urodził się 2 października 1893 roku w Myszkowie, w rodzinie Aleksandra i Aleksandry z Piotrowiczów. Ojciec był inżynierem technologiem, taksatorem Wzajemnego Towarzystwa Ubezpieczeń od Ognia. Rodzina Stanisława Kossutha była pochodzenia węgierskiego – jego pradziadek w okresie Sejmu Czteroletniego podjął służbę w polskim wojsku i pozostał w Polsce, a jego stryj Stefan Kossuth był redaktorem „Przeglądu Technicznego”. Uczęszczał początkowo do rosyjskiego gimnazjum w Kielcach. Brał udział w strajku szkolnym, po czym przeniósł się do tamtejszej polskiej szkoły. Po uzyskaniu matury w Miejskiej Szkole Handlowej w Kielcach (późniejsze II Liceum Ogólnokształcące im. Jana Śniadeckiego w Kielcach) w 1910 roku był przez rok studentem chemii na Uniwersytecie w Liège i przez rok wolnym słuchaczem Uniwersytetu Jagiellońskiego, uczęszczając jednocześnie do Szkoły Nauk Politycznych. W 1912 roku rozpoczął studia w Wyższej Szkole Górniczej w Przybramie.
W 1912 roku wstąpił do drużyny strzeleckiej. Podczas I wojny światowej, w latach 1914–1917 walczył w szeregach I Brygady Legionów Polskich. W wojsku awansował od szeregowca do sierżanta. Po jej rozwiązaniu kontynuował studia, uzyskując w 1919 roku tytuł inżyniera górnictwa. Dyplom inżyniera nostryfikował na Akademii Górniczej w Krakowie w 1932 roku.
Po studiach przez trzy miesiące pracował w kopalni galmanu „Bolesław” koło Olkusza, potem przez dziesięć miesięcy w kopalni „Hrabia Renard” (później „Sosnowiec”) w Sosnowcu. W 1920 roku został zwolniony za odmowę pracy podczas strajku górników. Nie mogąc znaleźć zatrudnienia w dużych zakładach, przez parę lat pracował w małych kopalniach, m.in. prowadzonych przez firmę Knothe i Przedpełski, a później przez kilka miesięcy w kopalni węgla brunatnego „Ochle” w Wielkopolsce, w okolicach Koła i Konina. 
Po przyłączeniu części Górnego Śląska do Polski, w 1923 roku zaczął pracę w Okręgowym Urzędzie Górniczym w Katowicach, będąc w latach 1926–1937 jego naczelnikiem. Opracował tam ulepszone metody eksploatacji kopalin. W 1924 roku wstąpił do Stowarzyszenia Polskich Inżynierów Górniczych i Hutniczych, gdzie najpierw był sekretarzem, a następnie wiceprezesem Zarządu Głównego. Należał wraz z Brunonem Buzkiem, Andrzejem Madeyskim, Gustawem Różyckim i Benedyktem Wiszniewskim do grupy młodych inżynierów, którzy w latach 1925–1926 wysunęli program polonizacji górnośląskiego przemysłu, przeciwstawiając się polityce ugody z Niemcami. W latach 1929–1939 przewodniczył Komisji Pojednawczej i Arbitrażowej w Katowicach, która rozstrzygała spory pomiędzy pracodawcami a robotnikami. W latach 1930–1938 był redaktorem „Przeglądu Górniczo-Hutniczego”. W 1937 roku został naczelnikiem Wydziału Górnictwa Węglowego w Ministerstwie Przemysłu i Handlu. Jego działalność w ministerstwie zmierzała do ograniczenia swobody działania prywatnego kapitału w górnictwie na rzecz państwa.
W latach międzywojennych mieszkał w Katowicach przy ulicy T. Kościuszki 48. Na stopień kapitana rezerwy został mianowany ze starszeństwem z 19 marca 1939 i 7. lokatą w korpusie oficerów piechoty.
W czasie II wojny światowej przebywał w Warszawie i Radomiu, gdzie od 1941 roku był dyrektorem technicznym przedsiębiorstwa Radomski Torf. W 1940 roku był jednym z założycieli tajnej organizacji polskich inżynierów górnictwa, która przygotowywała plany przejęcia górnictwa przez polskie władze po wyzwoleniu Górnośląskiego Zagłębia Węglowego.
31 lutego 1945 roku rozpoczął pracę w Centralnym Zarządzie Przemysłu Węglowego. W latach 1948–1965 pracował w Głównym Instytucie Górnictwa (pierwotnie pod nazwą Główny Instytut Paliw Naturalnych) jako kierownik Działu Koordynacji Prac Naukowych i naczelny redaktor prac naukowych instytutu, a potem jako doradca naukowy. Kierował m.in. badaniami nad geograficznym rozmieszczeniem różnych typów węgli w pokładach siodłowych GZW oraz pracami nad określeniem urabialności węgli. 
W latach 1945–1950 był redaktorem naukowym „Przeglądu Górniczego”. Był także członkiem Rady Naukowej Śląskiego Instytutu Naukowego w Katowicach oraz wiceprzewodniczącym Komisji Tradycji i Muzealnictwa Górniczego Zarządu Głównego Stowarzyszenia Inżynierów i Techników Górnictwa. Prowadził badania m.in. w zakresie historii polskiego górnictwa. 2 lipca 1959 roku za działalność naukową został mu przyznany tytuł docenta. Ze względu na stan zdrowia 1 października 1965 roku przeszedł na emeryturę, prowadząc dalej badania naukowe.  
Zmarł 20 maja 1968 roku w Katowicach.
Był żonaty z Marią Zelinger, z którą miał córkę Irenę i syna Andrzeja.
Jedna z ulic Osiedla Witosa w Katowicach otrzymała nazwę Stanisława Kossutha.

## Ordery i odznaczenia
- Krzyż Srebrny Orderu Wojskowego Virtuti Militari nr 6597 – 17 maja 1922[15][13][16]
- Krzyż Niepodległości – 13 kwietnia 1931 „za pracę w dziele odzyskania niepodległości”[17]
- Krzyż Kawalerski Orderu Odrodzenia Polski – 1958[18]
- Krzyż Walecznych dwukrotnie – 16 września 1922 „za udział w b. Legionach Polskich”[19][13]
- Złoty Krzyż Zasługi – 1946[20]
- Krzyż Legionowy[21]
- Odznaka „Za wierną służbę”[21]
- Złota odznaka „Zasłużonemu w Rozwoju Województwa Katowickiego”[13]